# Quebar
El río Quebar se supone que es un tributario del río Éufrates (en la actual Irak), de localización incierta. Según se sabe, en sus orillas estaba establecido un numeroso grupo de exiliados judíos en Babilonia, durante el siglo VI a. C., mientras era rey de los babilonios Nabucodonosor II.
Junto a este río es donde, según el Libro de Ezequiel, este recibió sus visiones proféticas. Según este mismo libro, Ezequiel vivía en un lugar llamado Tel-Abib, cerca del río Quebar.
Algunas personas identifican al río Quebar con el moderno Khabour (antes Habor o Kaboras) en Circesium. A las orillas de este río algunos israelitas fueron llevados por los asirios.
Otros opinan que el Quebar era un canal real de Nabucodonosor, el Nahr Malcha, y el más grande de Mesopotamia, que conectaba al río Tigris con el Éufrates, en cuyas excavaciones probablemente se utilizó mano de obra israelita (judíos).
- Datos: Q6094178